# 錫勒山

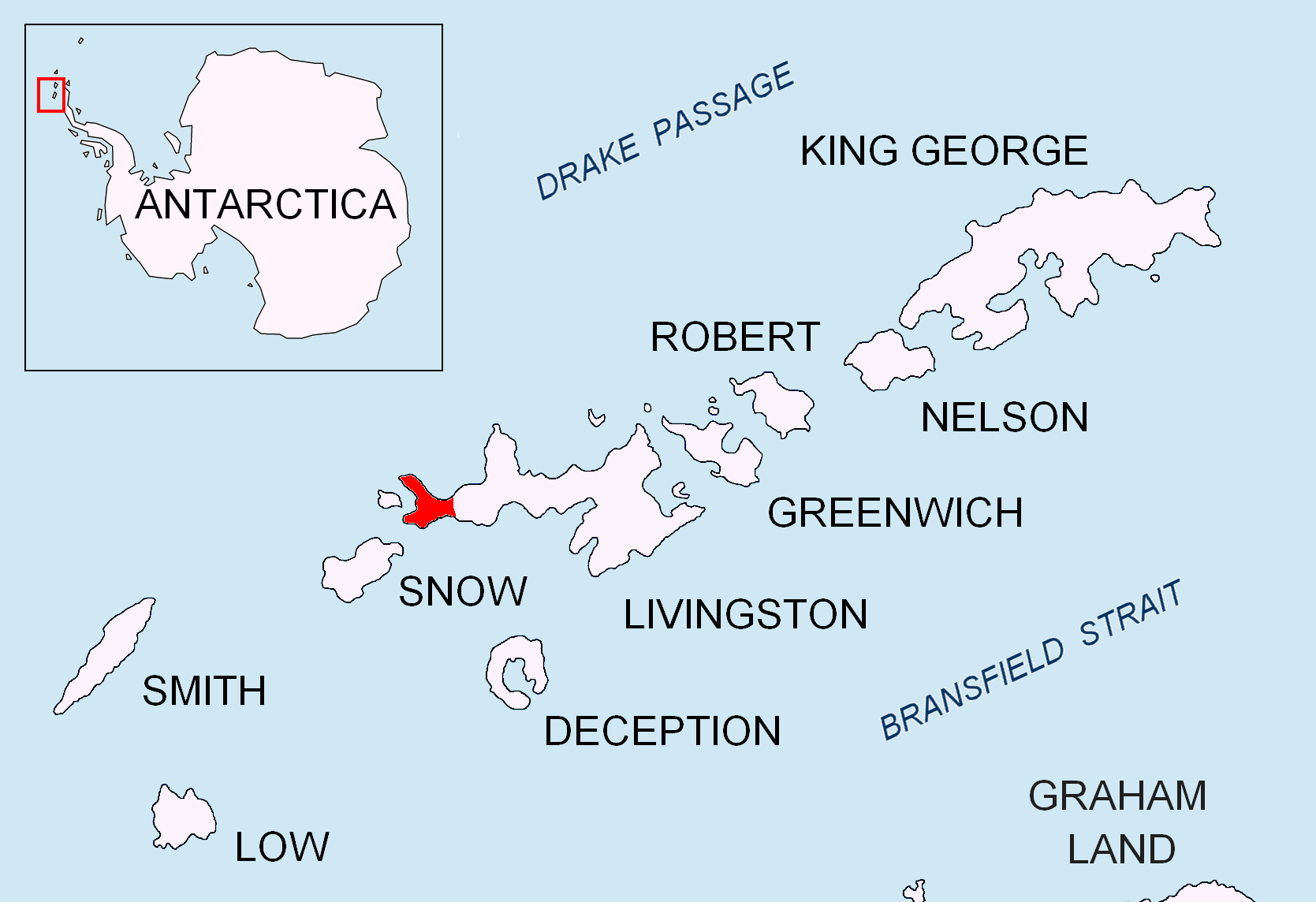

錫勒山（英語：Sealer Hill）是南極洲的山峰，位於南設得蘭群島中利文斯頓島的拜爾斯半島西南部，處於尼科波爾角西北面1.28公里、塞瓦爾角東北面1.83公里、德維爾斯角東北面3.49公里、斯梅利角東南面2.8公里。
62°40′09.7″S 61°06′52.1″W / 62.669361°S 61.114472°W

## 外部連結
- SCAR Composite Antarctic Gazetteer（页面存档备份，存于）.

{[Antarctica-geo-stub}}